# Bourguignons
Pour la commune de l'Aube, voir Bourguignons (Aube). Pour les autres homonymes, voir Bourguignon.
 (octobre 2015).

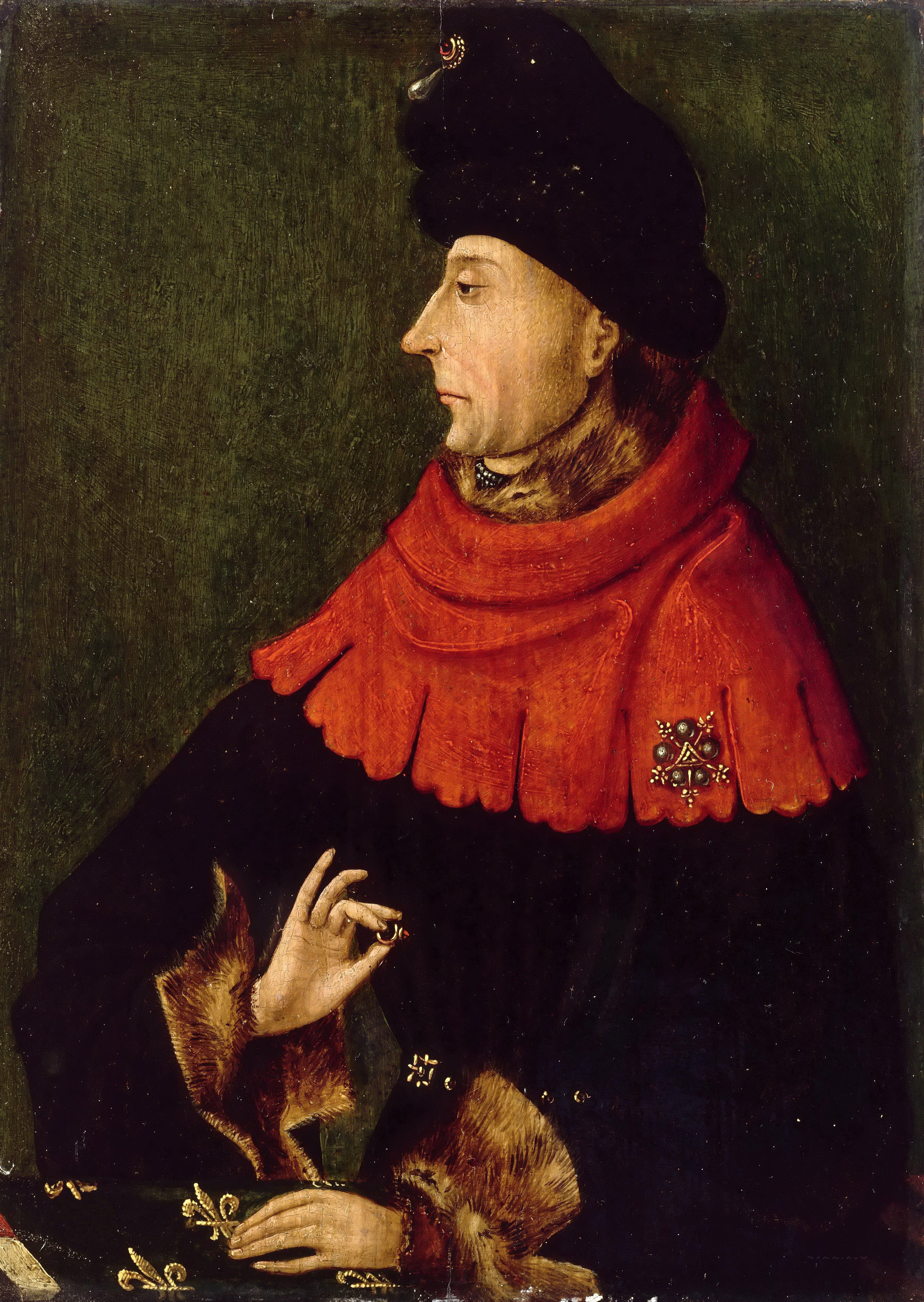
Jean sans Peur, duc de Bourgogne.

Les Bourguignons est le nom donné au parti opposé à celui des « Armagnacs » lors de la guerre civile entre Armagnacs et Bourguignons, au début du XVe siècle.
L'histoire du parti bourguignon s'inscrit dans celle de la guerre de Cent Ans. En 1361, le duc Philippe Ier de Bourgogne étant mort sans héritier, le roi de France Jean II le Bon récupère le duché de Bourgogne, et l'octroie en 1363 à son quatrième et dernier fils Philippe dit « le Hardi », alors âgé de vingt-et-un ans.
Philippe le Hardi épouse, en 1369, Marguerite de Male, veuve de Philippe de Rouvres et fille unique du comte Louis II de Flandre, ce qui permet à Philippe d'hériter de la Flandre, de l'Artois et du  Comté de Bourgogne à la mort de son beau-père en 1384. Par la suite, conquêtes et alliances matrimoniales mettent les ducs de Bourgogne à la tête de vastes et riches domaines en Flandre et aux Pays-Bas, faisant d'eux de redoutables compétiteurs des rois de France au moment où ceux-ci affrontent l'ennemi anglais.
En 1380 le roi Charles V, frère de Philippe le Hardi, meurt. Charles VI n'ayant que 12 ans, le duc de Bourgogne exerce la régence jusqu'en 1388. Dans le but de lier des alliances avec les duchés germaniques, il marie son royal neveu à Isabeau de Bavière.
En 1393, le roi Charles VI, désormais majeur, sombre dans la folie. Une nouvelle régence doit alors s'instaurer. Philippe le Hardi, très actif à la cour de France, prend une part d'autant plus importante au gouvernement des oncles de Charles VI (le conseil de régence est présidé par la reine Isabeau qui est piètre politique et fortement influencée) que son frère le duc d'Anjou (Louis Ier de Naples) est occupé en Italie et que son autre frère le duc de Berry (Jean de France) s'engage peu dans les affaires politiques et s'occupe surtout du Languedoc, cependant que le duc de Bourbon (Louis II de Bourbon) n'est qu'oncle maternel du roi.

Une croix de saint André formée de deux branches coupées à l'état brut, avec leurs bourgeons, est adoptée comme symbole par les partisans bourguignons et deviendra en héraldique la Croix de Bourgogne.

Le fils de Philippe le Hardi, Jean sans Peur lui succède en 1404. Il a moins d'influence sur la reine Isabeau car celle-ci devient l'alliée de Louis d'Orléans. Jean s'empare de Paris en 1405 et fait assassiner son rival en 1407. Bernard VII d'Armagnac, comte d'Armagnac, beau-père du duc d’Orléans, prend à Gien la tête d’une ligue formée pour le venger.
La guerre civile éclate entre les deux partis : les Armagnacs, partisans du duc d’Orléans assassiné, et les Bourguignons, partisans de Jean sans Peur, duc de Bourgogne. Les deux se disputent la capitale et la régence. Alors que les Bourguignons peuvent compter sur le soutien de la population parisienne et de l'Université, les Armagnacs obtiennent eux le soutien du Dauphin.
Les deux factions, tout en étant opposées aux prétentions anglaises, cherchent ponctuellement le soutien des Anglais. Ainsi, les Armagnacs concluent un traité avec le roi d'Angleterre, Henry IV, en 1412, en lui cédant la Guyenne et en reconnaissent sa suzeraineté sur le Poitou, l'Angoulême et le Périgord, afin d'empêcher une alliance anglo-bourguignonne. Après la reprise de la guerre et notamment la cuisante défaite d'Azincourt, les deux partis cherchent à se réconcilier afin de contrer l'avancée anglaise. Lors de l'entrevue de Montereau du 10 septembre 1419, Jean sans Peur est pourtant assassiné par les Armagnacs, ce qui relance la guerre civile et amène le duc Philippe le Bon, fils de Jean sans Peur, à s'allier à l'Angleterre, faisant du roi anglais l'héritier légitime à la Couronne de France, par le traité de Troyes de 1420.
La guerre civile prend fin en 1435 par le traité d'Arras : Philippe le Bon reconnaît la légitimité de Charles VII qui, en retour, l'exonère de l'hommage qu'il doit traditionnellement au roi de France. Dès lors, la maison de Bourgogne renonce à toute participation au gouvernement du royaume et l'État bourguignon, en pleine expansion, se mue en principauté indépendante.

## Principaux Bourguignons
- Jean sans Peur, duc de Bourgogne
- Philippe le Bon, duc de Bourgogne
- Jean Petit, théologien de l'Université de Paris
- Claude de Beauvoir, maréchal de France
- Nicolas Rolin, chancelier de Bourgogne
- Simon Caboche, boucher parisien
- Pierre Cauchon, évêque de Beauvais
- Enguerrand de Bournonville, capitaine